# Rowlandius negreai
Espèce
Synonymes
- Schizomus negreai Dumitresco, 1973

Rowlandius negreai est une espèce de schizomides de la famille des Hubbardiidae.

## Distribution
Cette espèce est endémique de Cuba. Elle se rencontre dans les provinces de Holguín, de Camagüey et de Las Tunas.

## Description
Le mâle holotype mesure 3,750 mm et les femelles paratypes de 3,500 à 4,600 mm.

## Systématique et taxinomie
Cette espèce a été décrite sous le protonyme Schizomus negreai par Dumitresco en 1973. Elle est placée dans le genre Rowlandius par Reddell et Cokendolpher en 1995.

## Étymologie
Cette espèce est nommée en l'honneur de Ştefan Negrea.

## Publication originale
- Dumitresco, 1973 : « Deux espèces nouvelles du genre Schizomus (Schizomida), trouvées à Cuba. » Résultats des Expéditions Biospéléologiques Cubano-Roumaines à Cuba, vol. 1, p. 279-292.